# Шарівка (селище)
Ша́рівка — селище у Богодухівській міській громаді Богодухівського району Харківської області України. У селищі є цукроварня, санаторій. Відоме найбільшим садово-парковим комплексом області, парком-пам'яткою садово-паркового мистецтва загальнодержавного значення «Шарівський».

## Географічне розташування
Селище міського типу Шарівка знаходиться на обох берегах річки Мерчик, в місці впадання в неї  річки Мандричина. Нижче за течією річки Мерчик примикає до села Мирне. Вище за течією через 2 км село Хрущова Микитівка. Нижче за течією річки Мандричина примикає селище Мандричине, на річці зроблена велика загата. Село оточене великими лісовими масивами.

## Назва
Село назване на честь його засновника Матвія Шарія.

## Історія

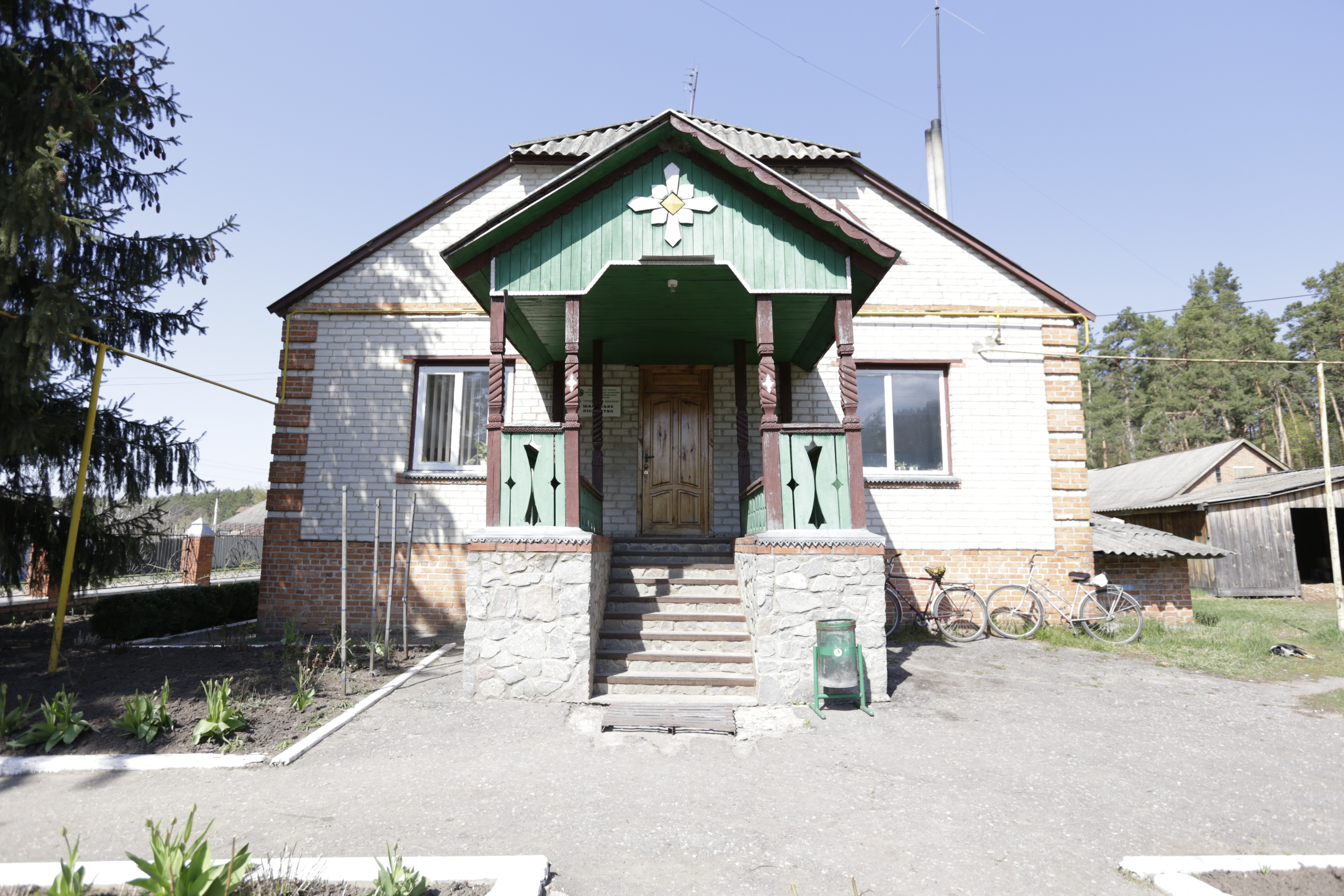
Шарівське лісництво

Поселення було засноване на річці Мерчик у 1700 році осавулом Охтирського полку Матвієм Шарієм спочатку як хутір. У 1709 році Шарієві, на його проханням, дозволили поселити на хуторі 20-ть сімей переселенців з-за Дніпра.
За даними 1864 року у слободі Богодухівського повіту Харківської губернії мешкало 736 осіб (352 чоловіки та 384 жінки), налічувалось 102 дворових господарства, існувала православна церква, відбувався щорічний ярмарок.
За переписом 1897 року кількість мешканців зросла до 1286 осіб (594 чоловічої статі та 692 — жіночої), з яких всі — православної віри.
Селище постраждало внаслідок геноциду українського народу, проведеного урядом СРСР в 1932—1933 роках, кількість встановлених жертв — 60 людей.

## Релігія
В Шарівці діють 2 релігійні громади:
- Православні християни
  - Миколаївський молитвенний дім [Архівовано 6 травня 2021 у Wayback Machine.] — Українська православна церква (Московський патріархат)
- Євангельські християни
  - Шарівська помісна церква — Українська Церква Християн Віри Євангельської

Ці релігійні громади співпрацюють між собою на рівні їх всеукраїнських об'єднань в рамках Всеукраїнської Ради Церков.

## Садово-парковий комплекс

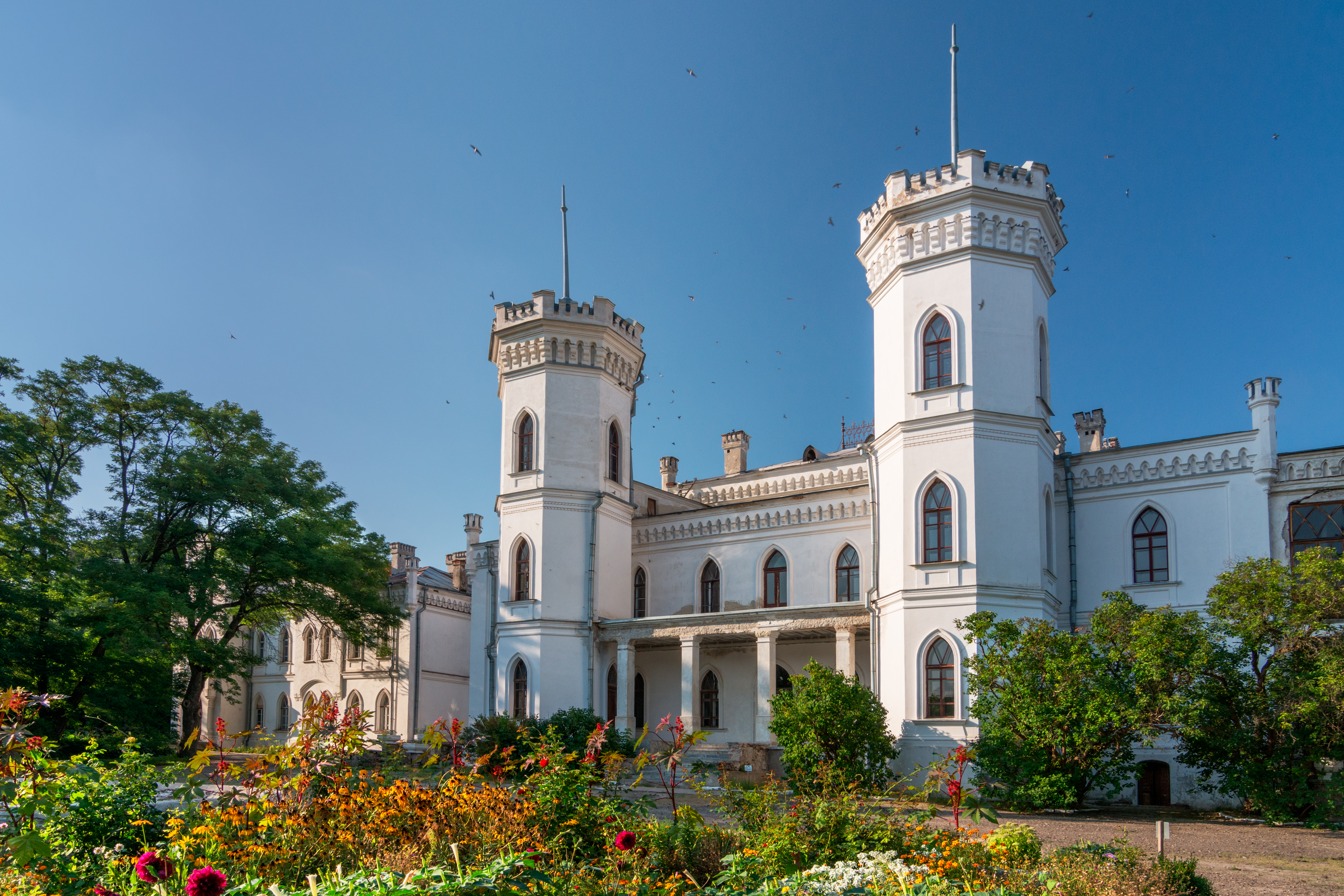
Шарівський палац.

Садово-парковий комплекс був закладений у 1800 році. Змінювались його власники і він перебудовувався. У 1900 році новий власник Леопольд Кеніґ перебудував палац (у ньому чудовий камін, дубова бібліотека, прекрасна головна зала). Кеніґ привів до ладу й величезний парк: побудував терасу, зробив водоустрій. У цьому парку на спуску до одного з озер росте 600-річний дуб.
Парк умовно поділяється на дві частини. Великі за площею широкі алеї півколом оточують палац. Навпроти розкішної свого часу білої тераси за містками через озеро розбиті липові алеї, зроблені декоративні насадження дерев. Праворуч від палацу насадження дерев на схилах височини приводять до найбільшого з озер, яке оточене куртинами широколистих та хвойних рослин. Озеро непомітно переходить у струмок з маленькими містками.

## Персоналії
- Ємець Василь Костьович — бандурист-віртуоз, письменник, вояк Армії УНР.
- Ємець Федір Костьович — український скульптор.
- Поліщук Тамара Вікторівна (нар. 1956) — українська журналістка.

## Галерея

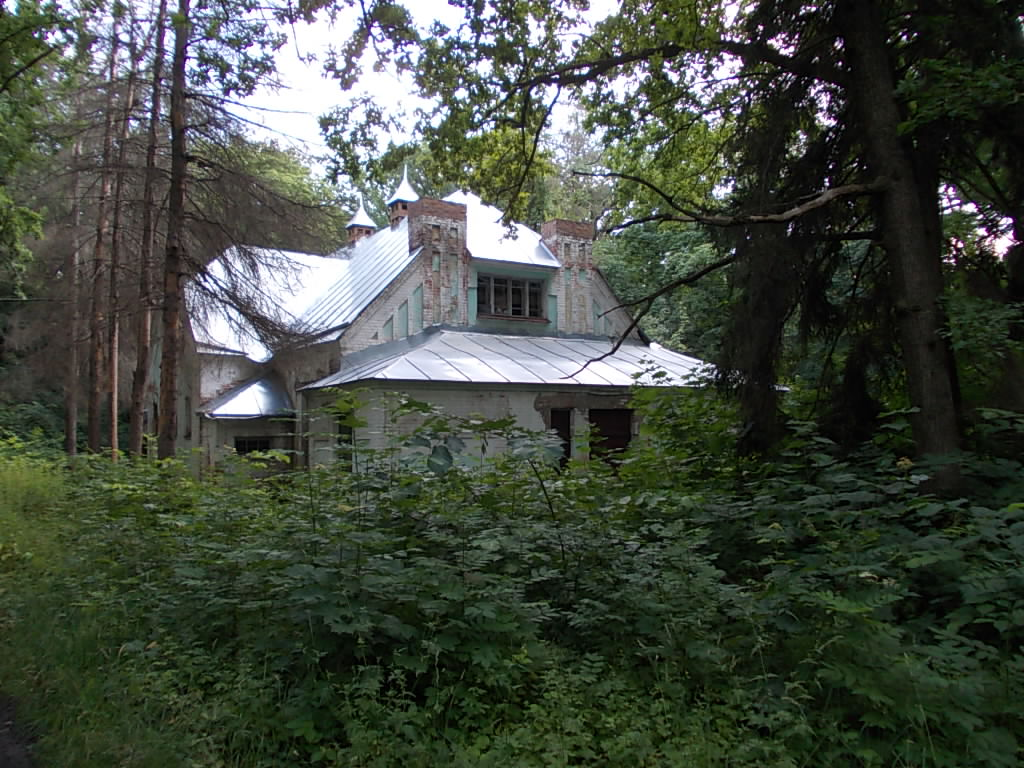
Фазанник (нині санаторний корпус)
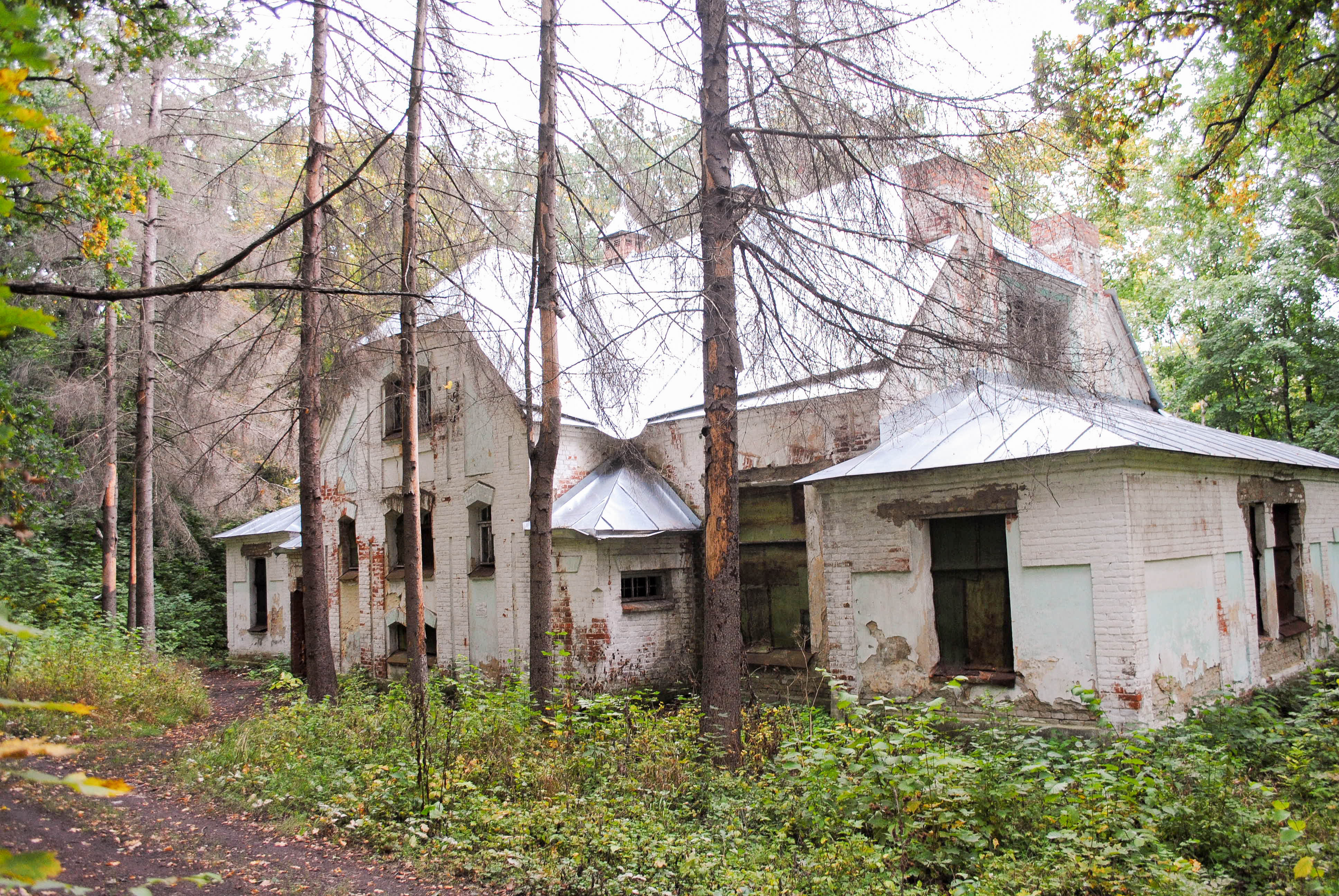
Фазанник. Вид зліва
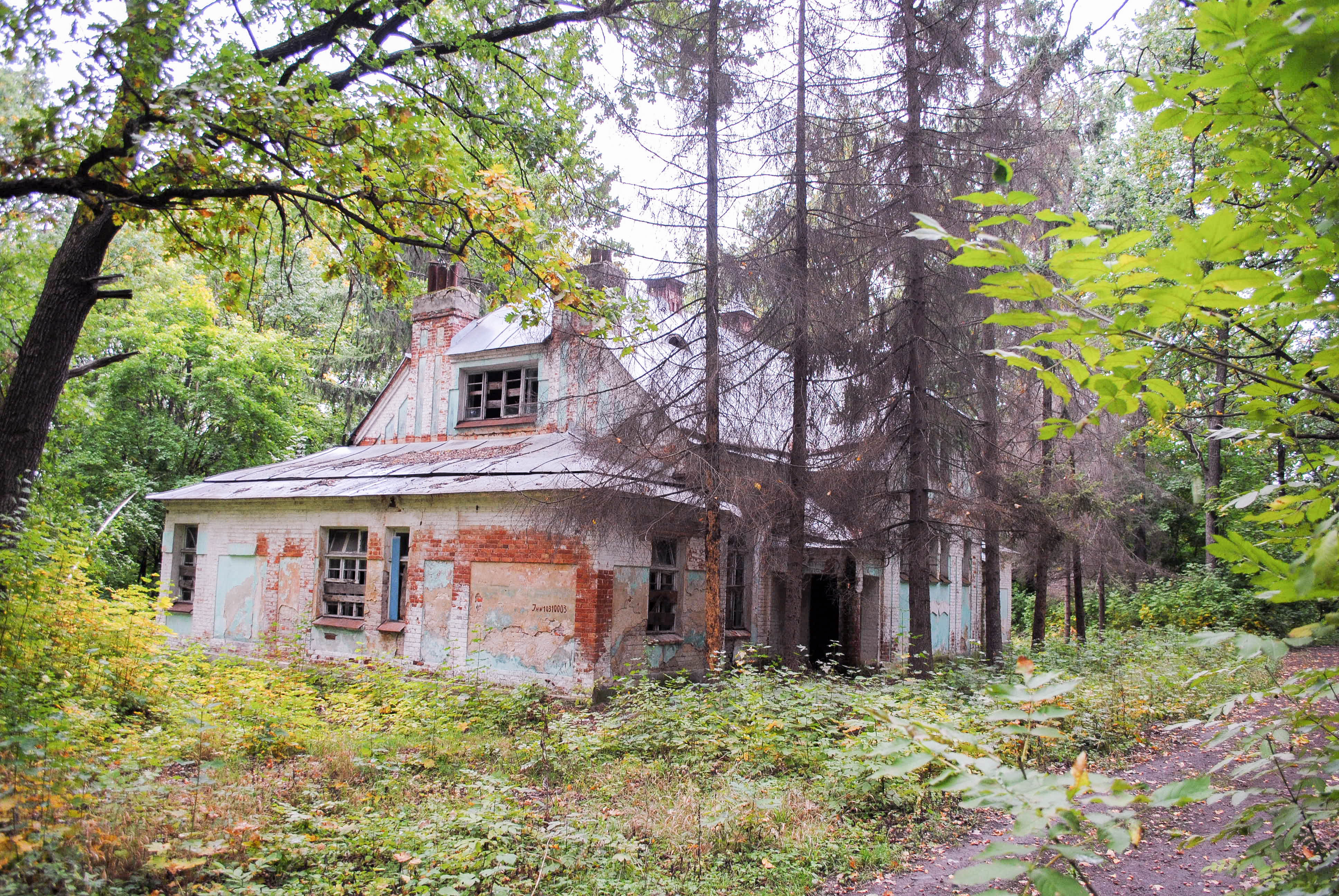
Фазанник. Вид з правого боку.
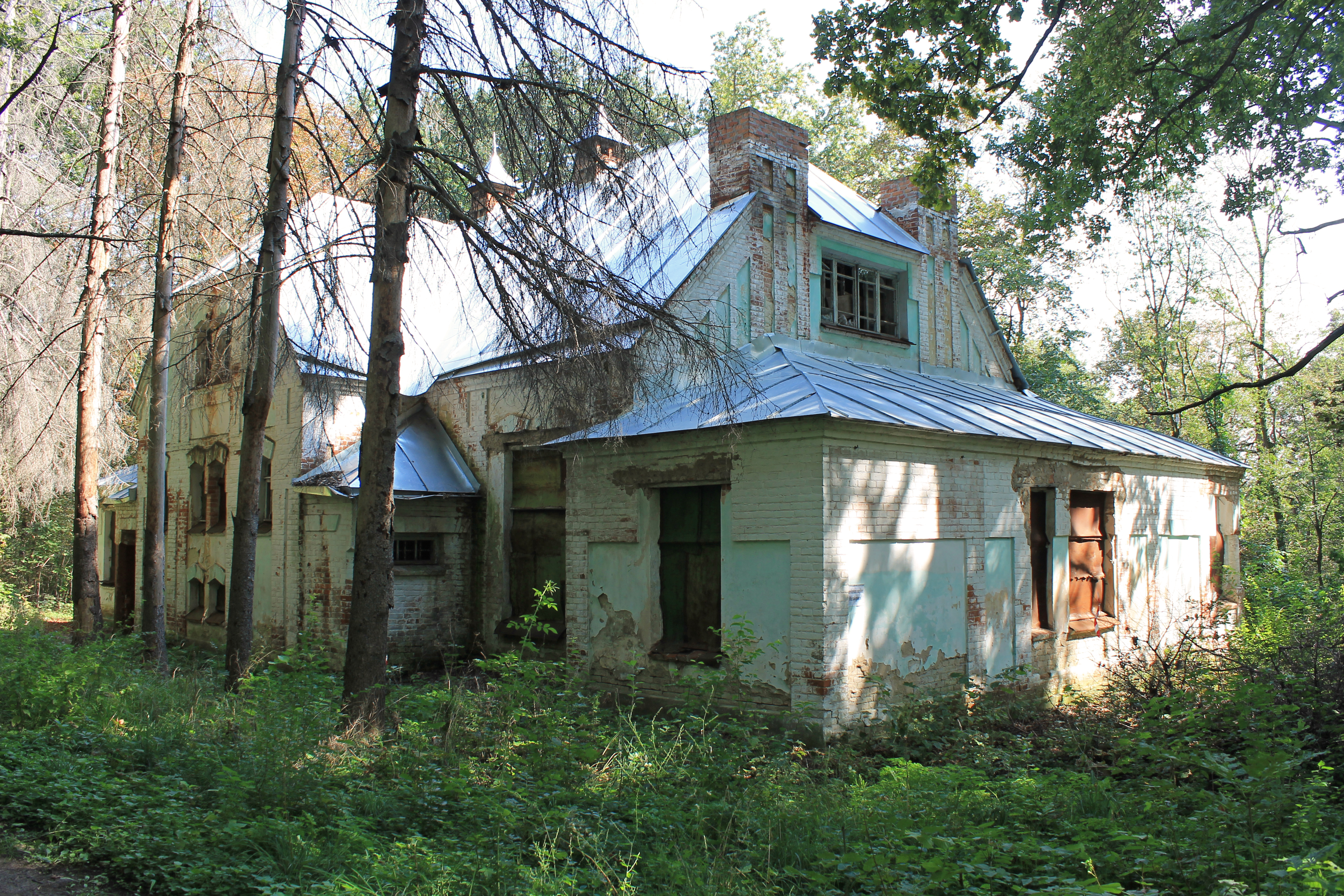
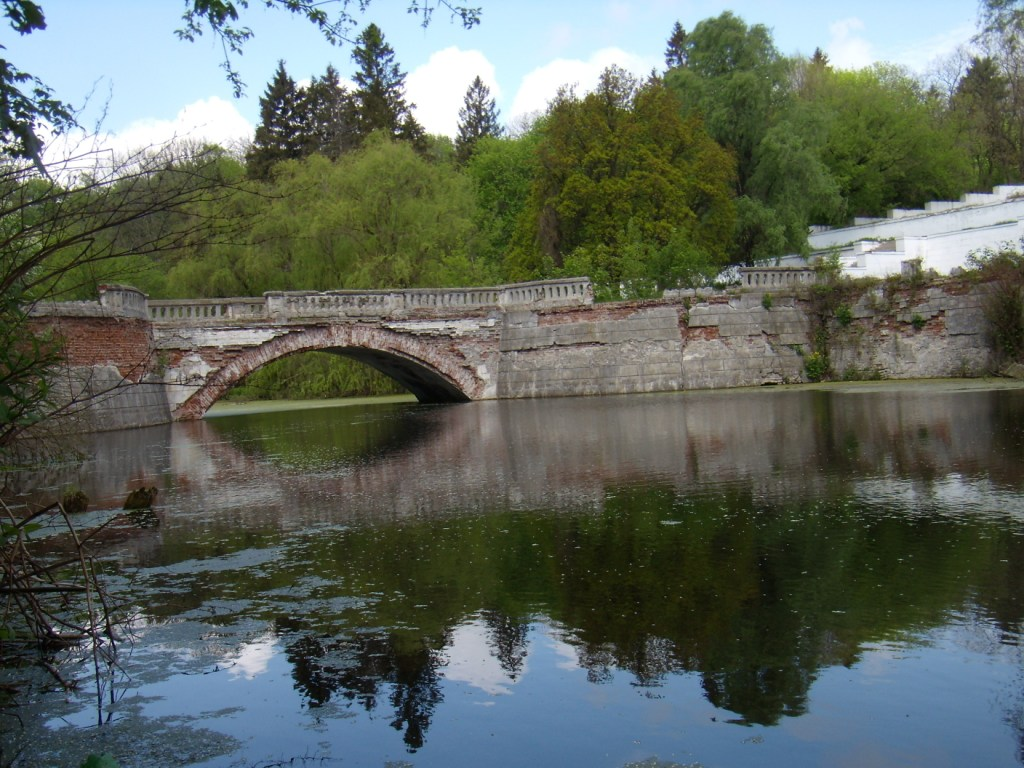
Парк в смт. Шарівка
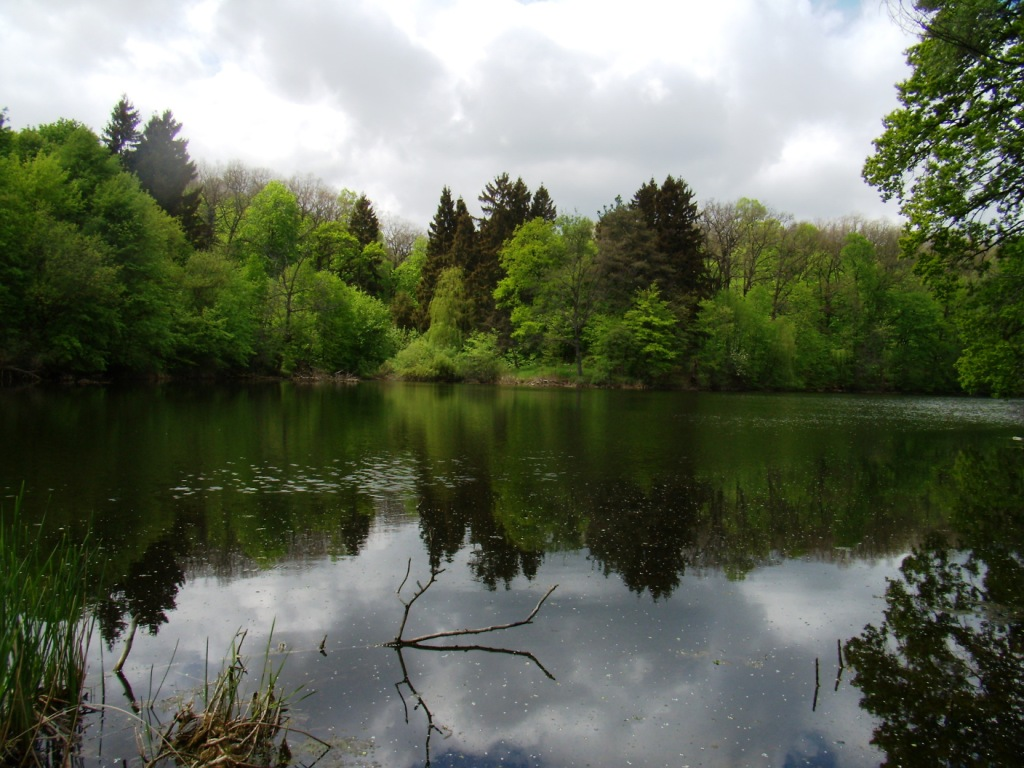
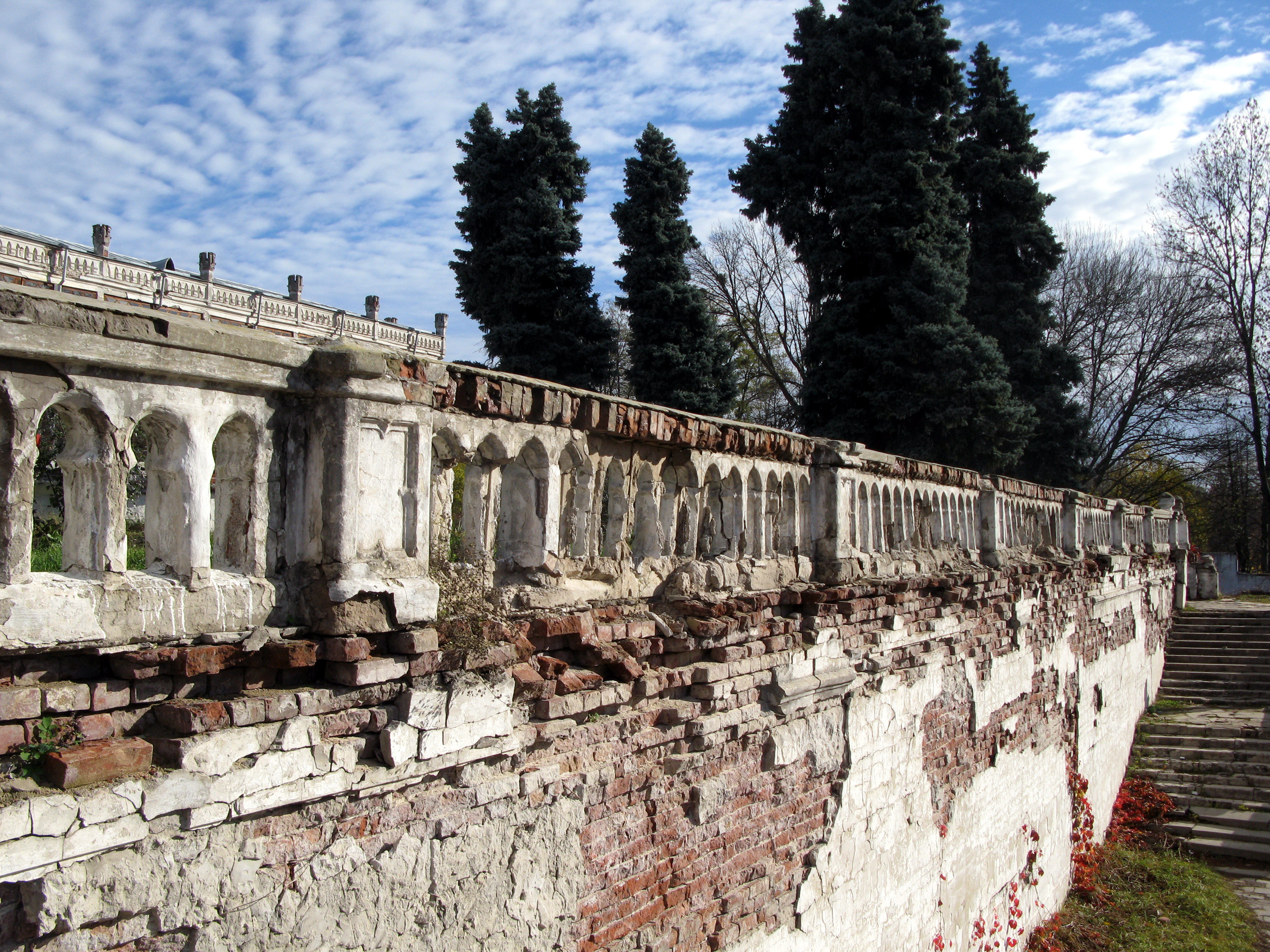
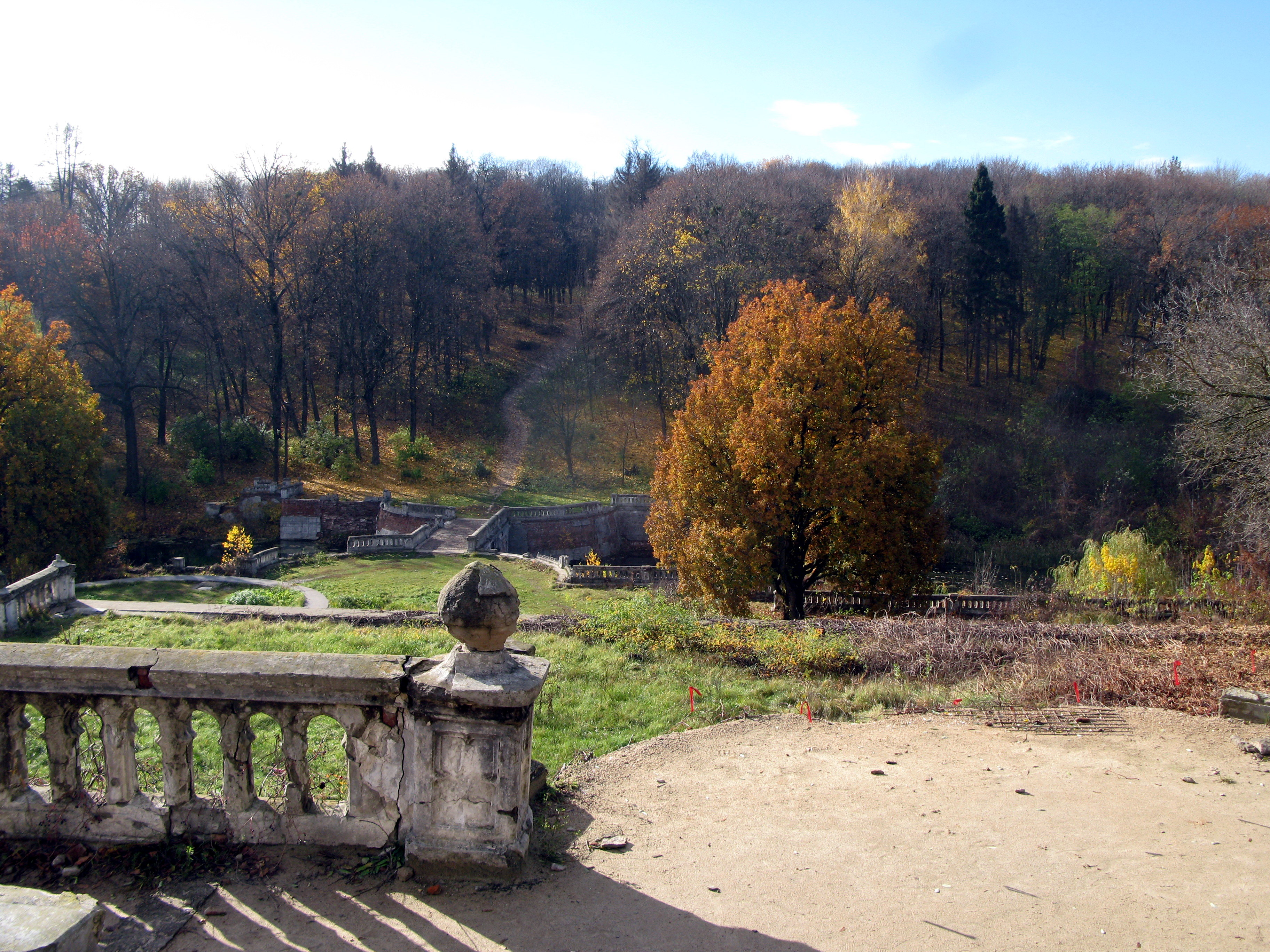
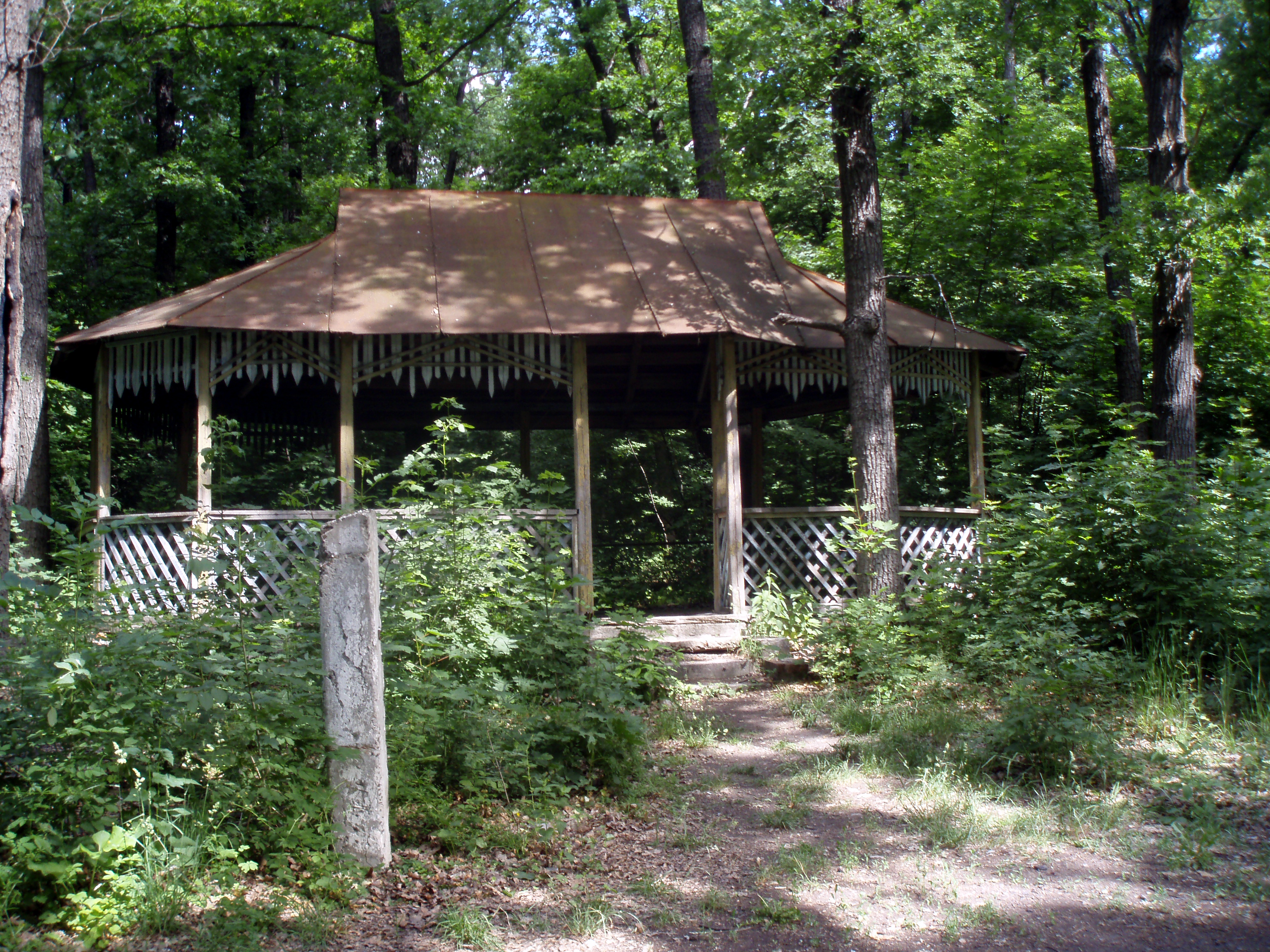
Альтанка
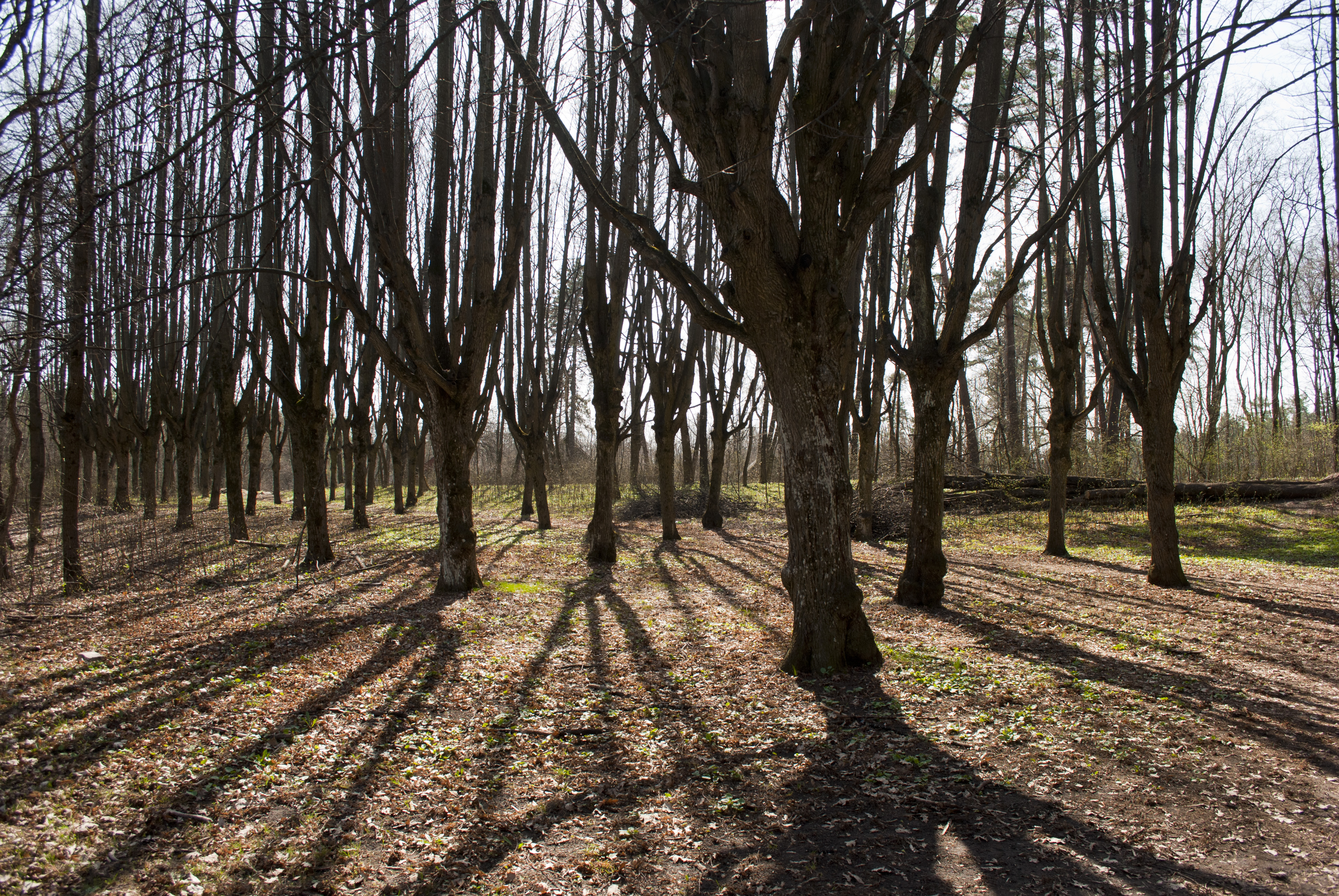
Липовий парк
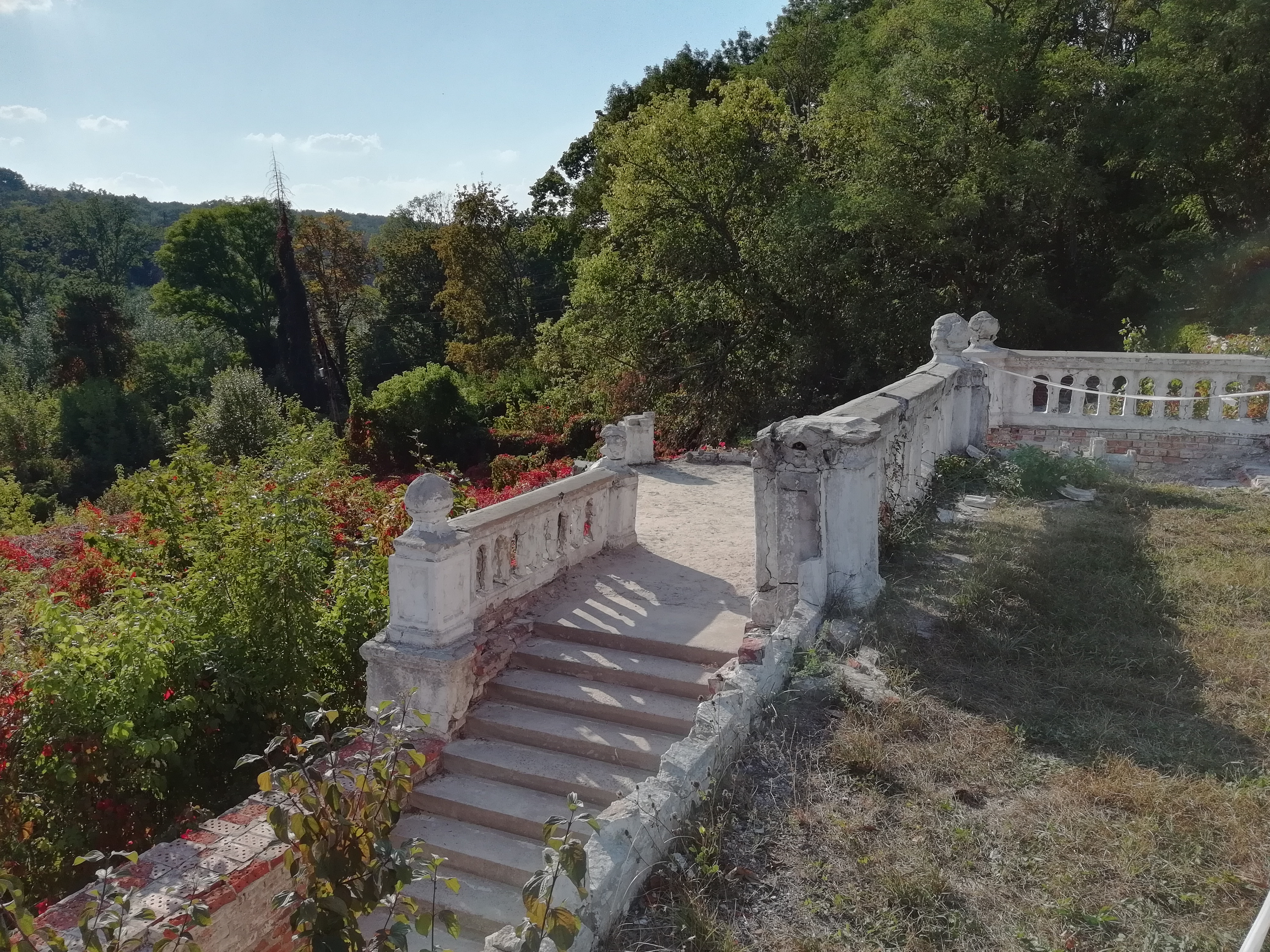
Парк. Сходи.
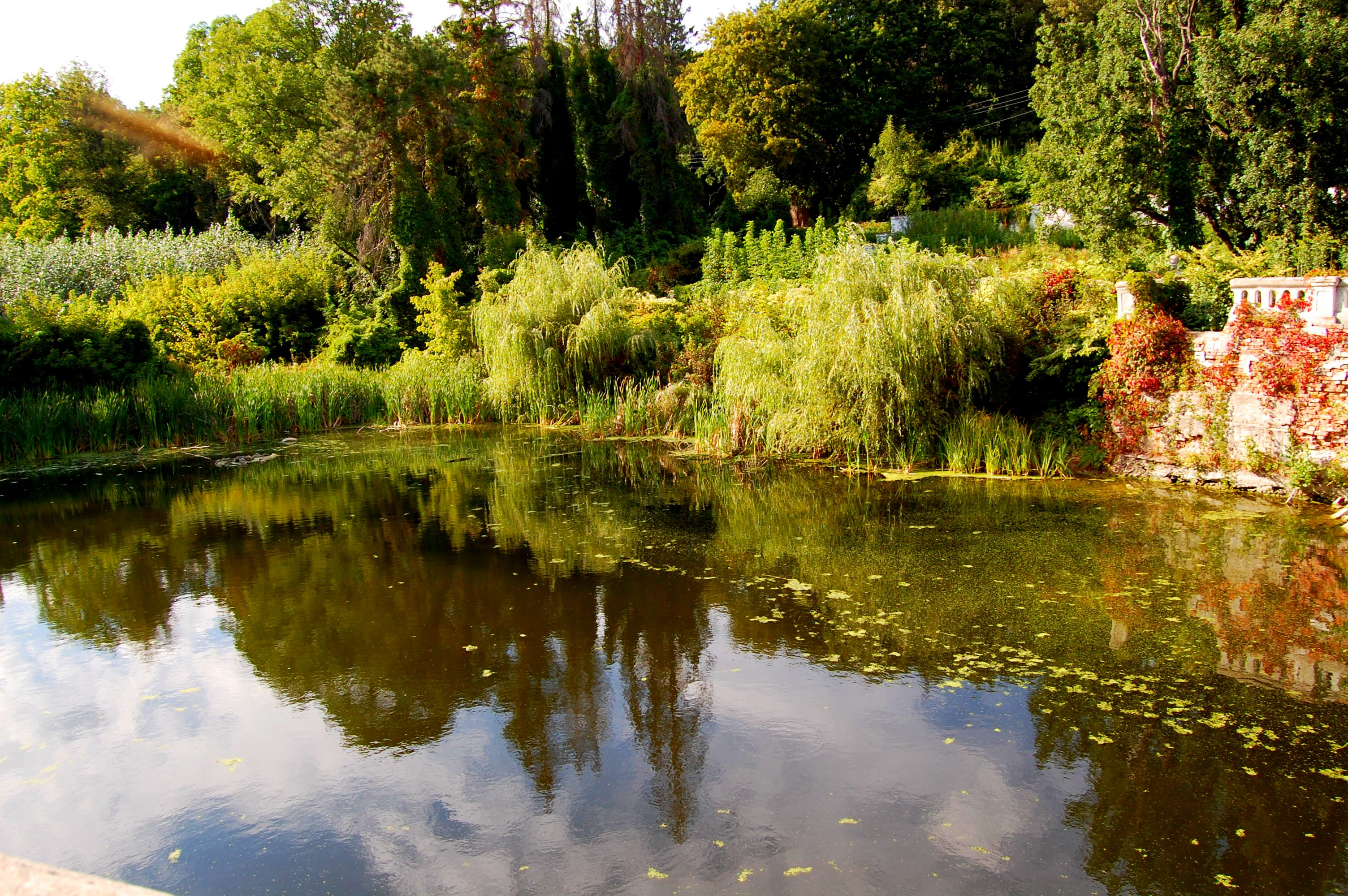
Ставок. Вид зі сторони парку
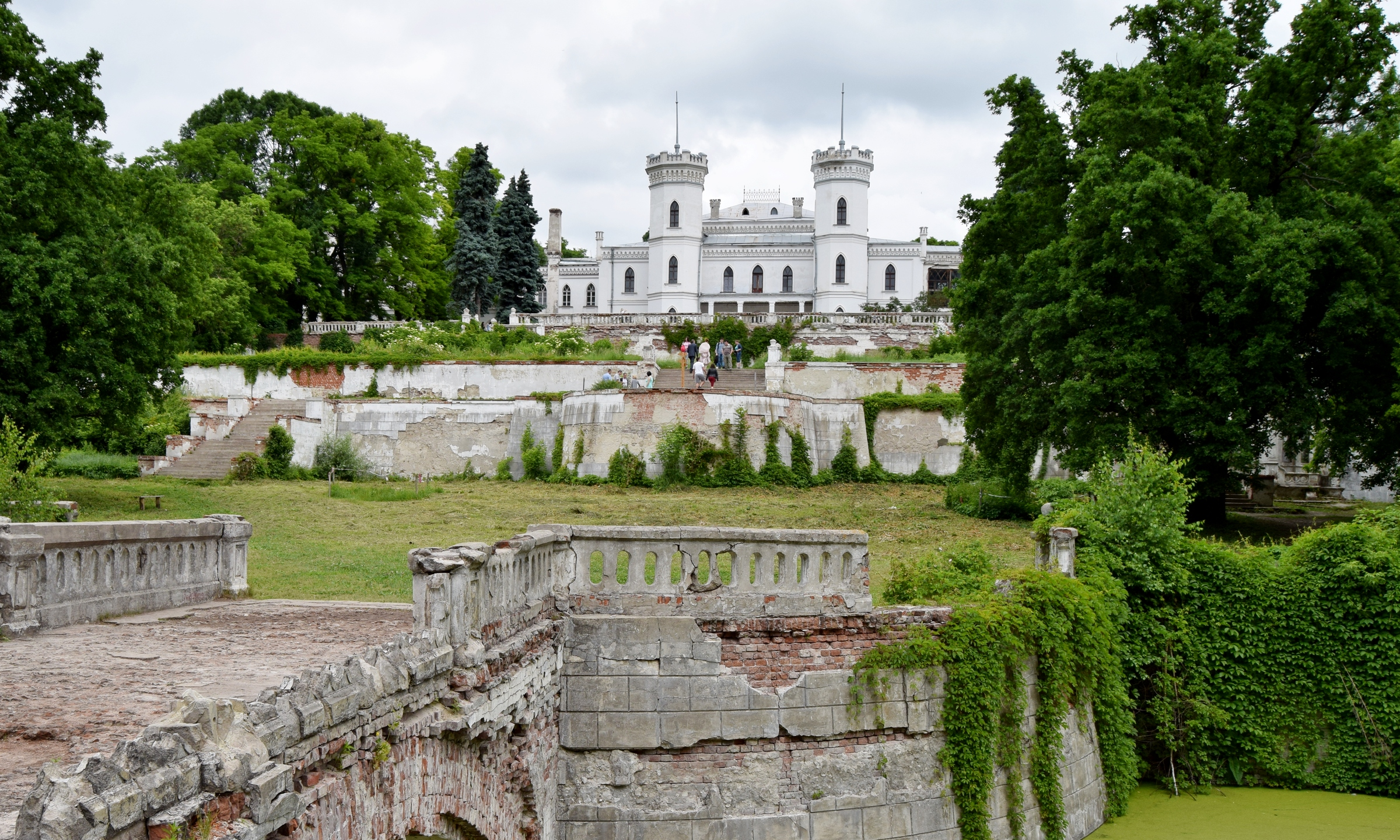
Палацо-парковий ансамбль (садиба)
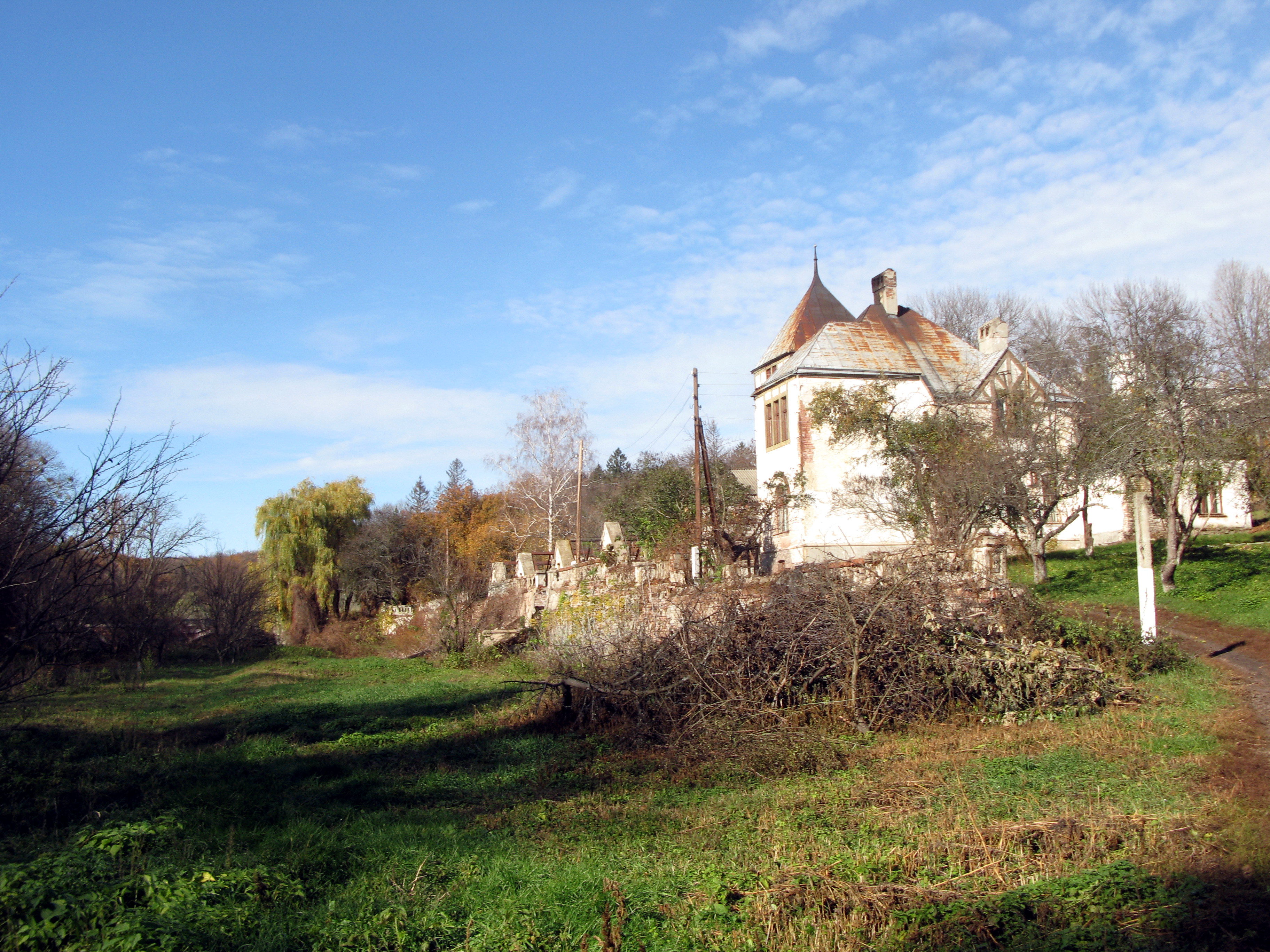
Палацо-парковий ансамбль (сучасне використання — лікувальна установа)
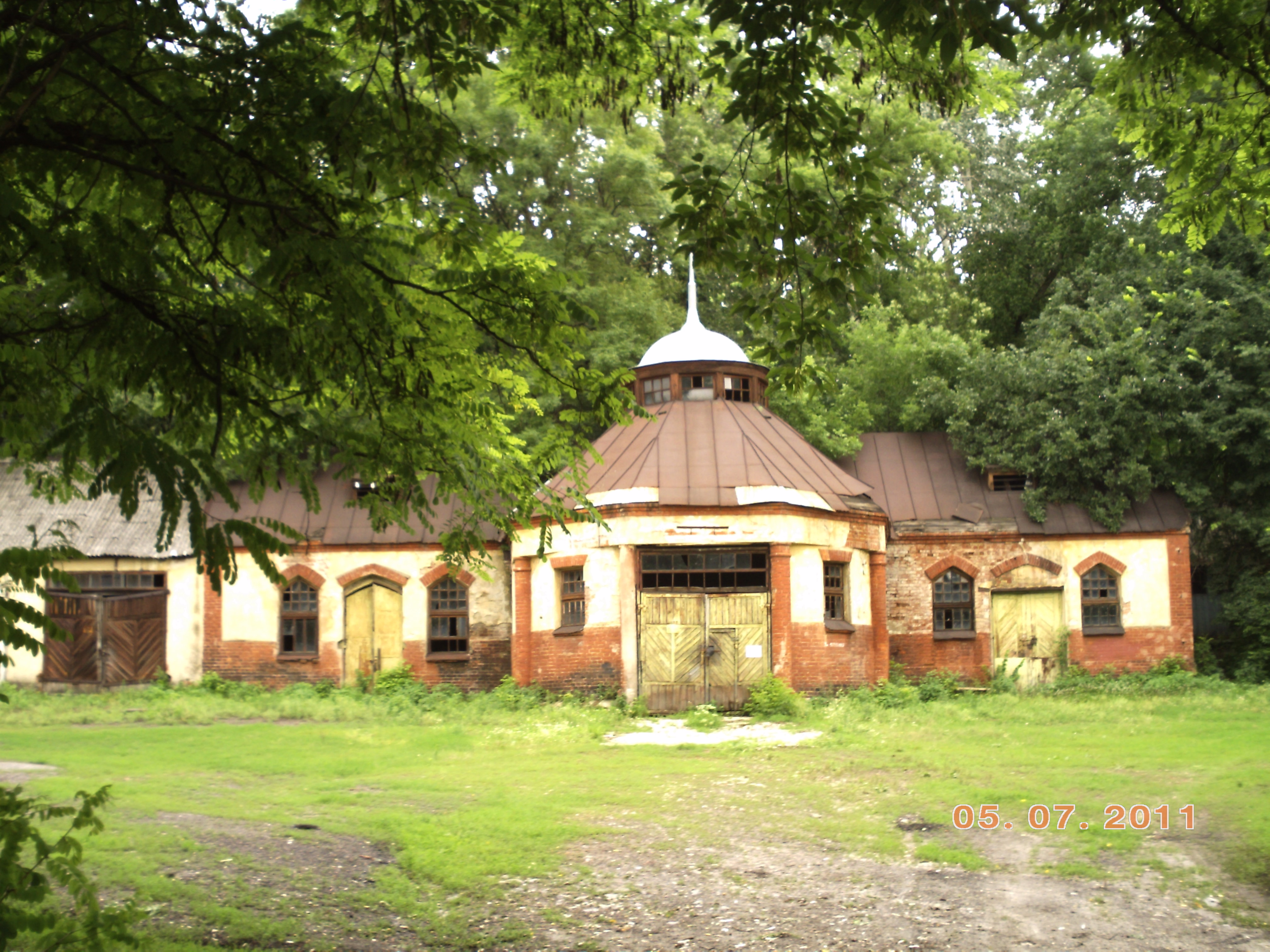
Колишні стайні
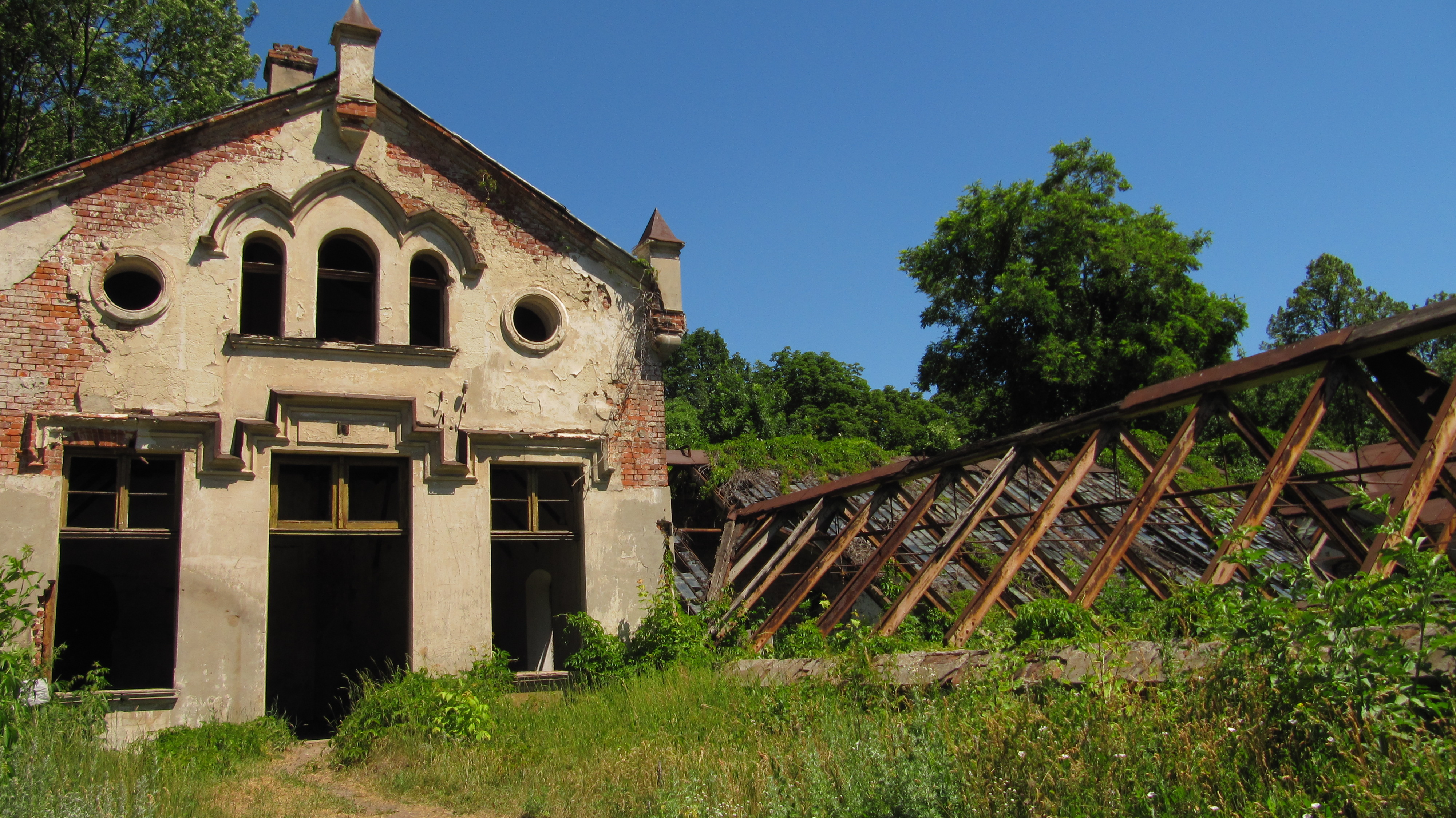
Господарські будівлі
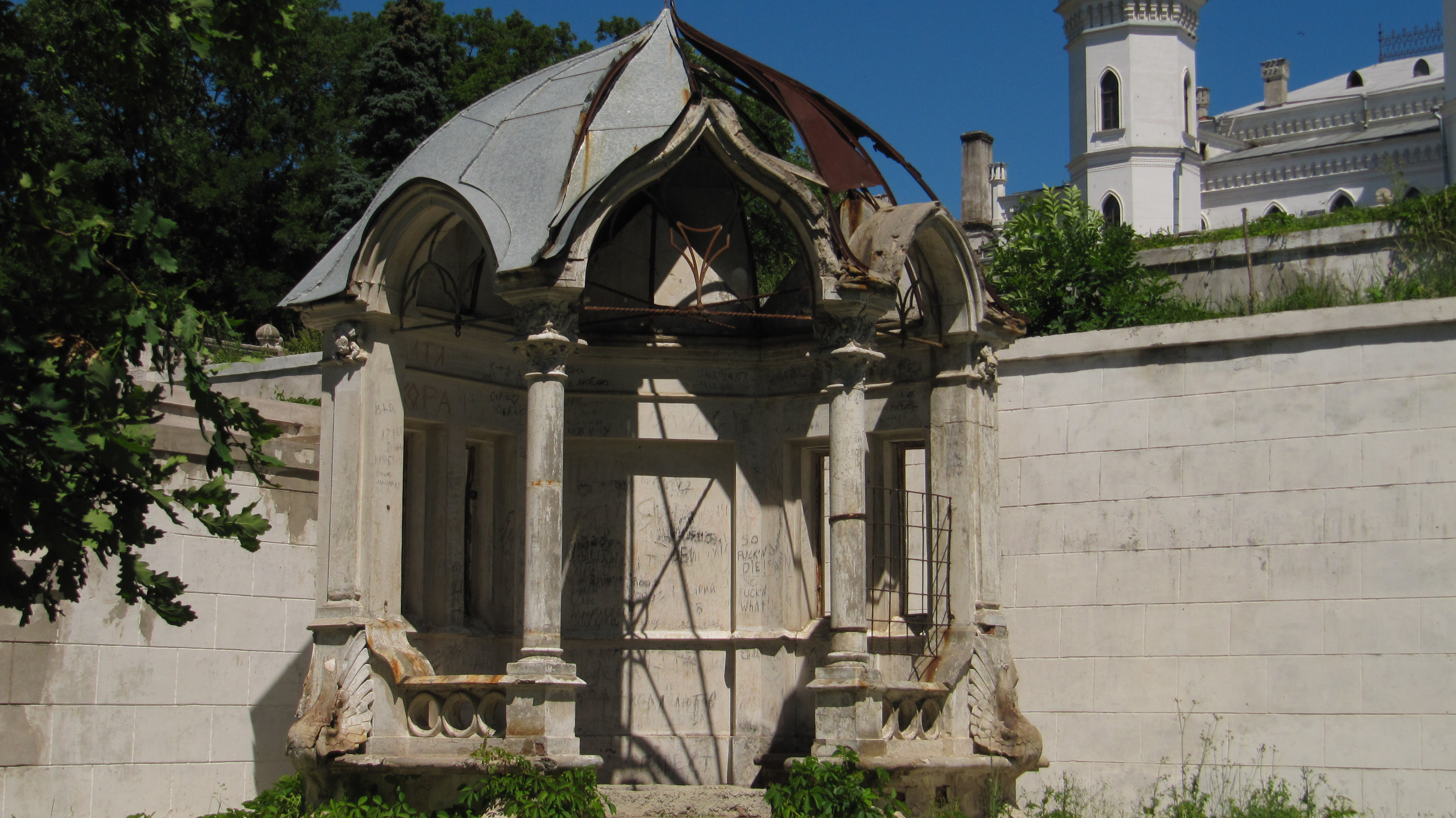
Альтанка
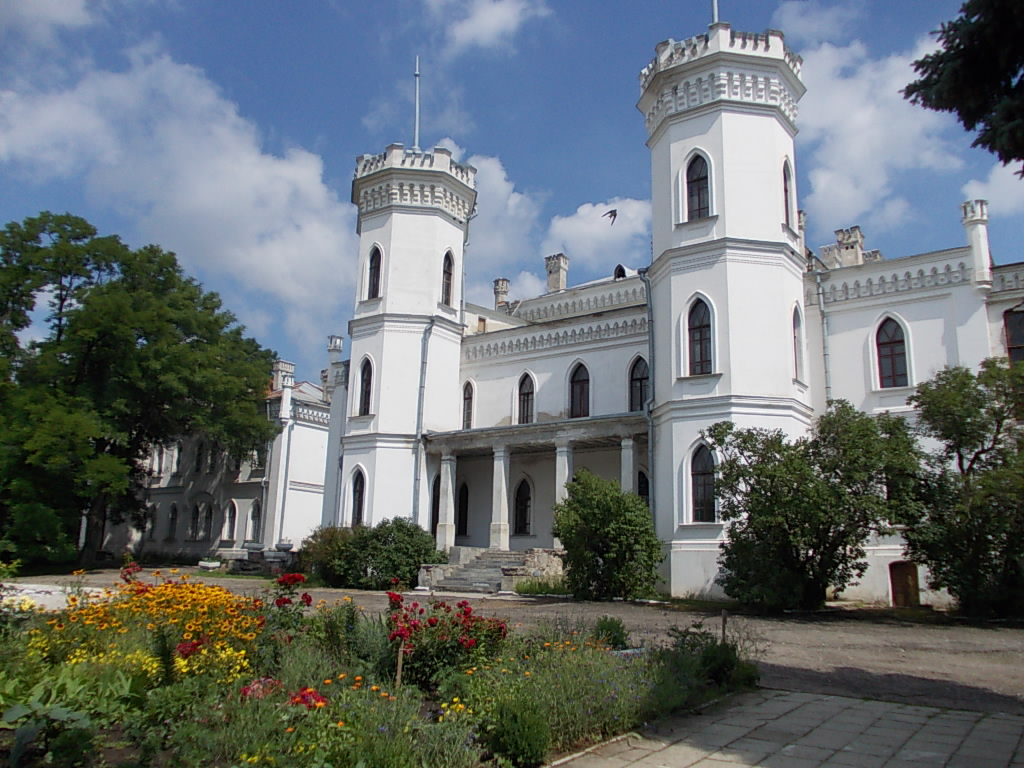
Шарівський палац
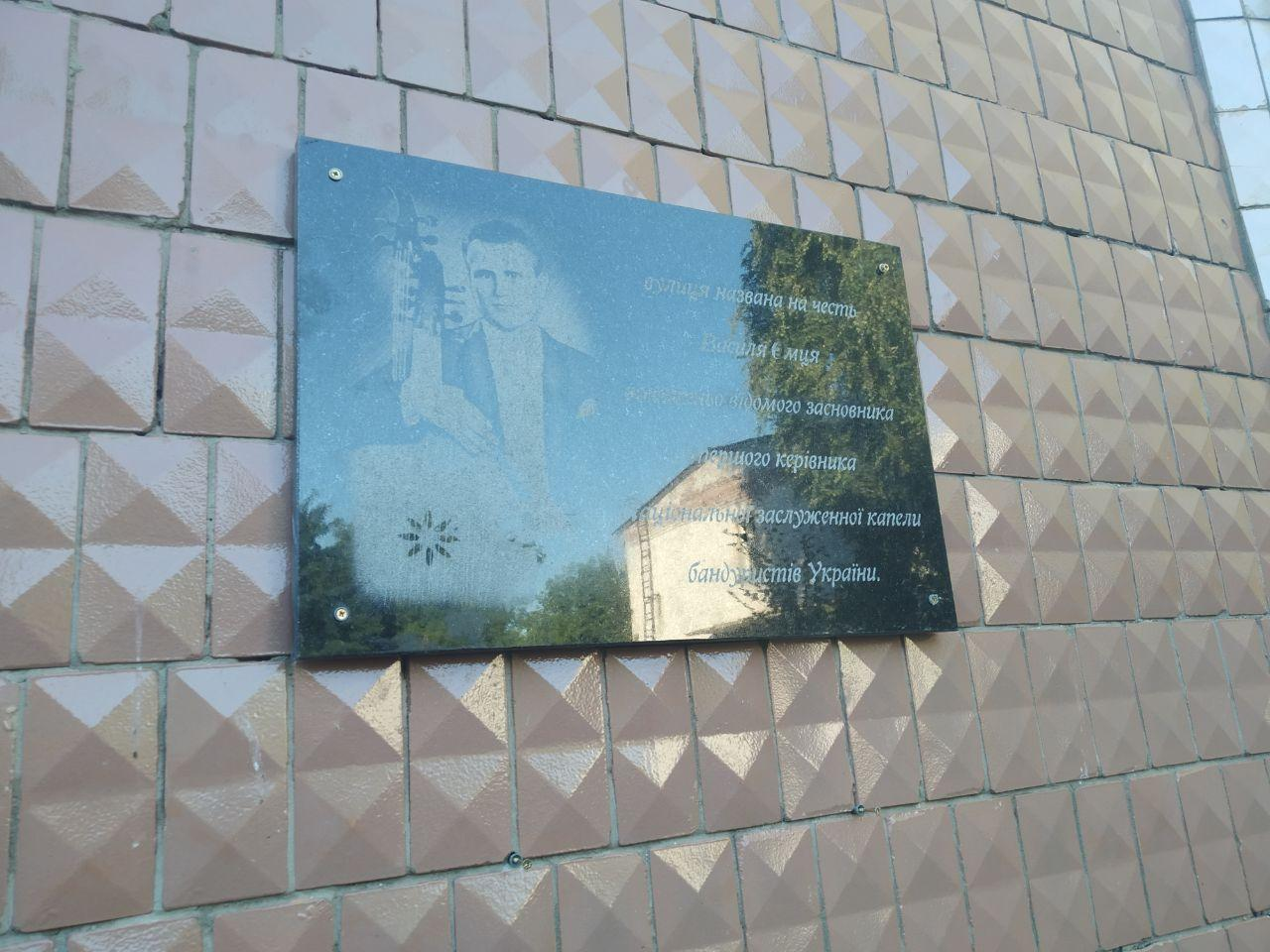
Меморіальна дошка видатному бандуристу Василю Ємцю на фасаді Будинку Культури
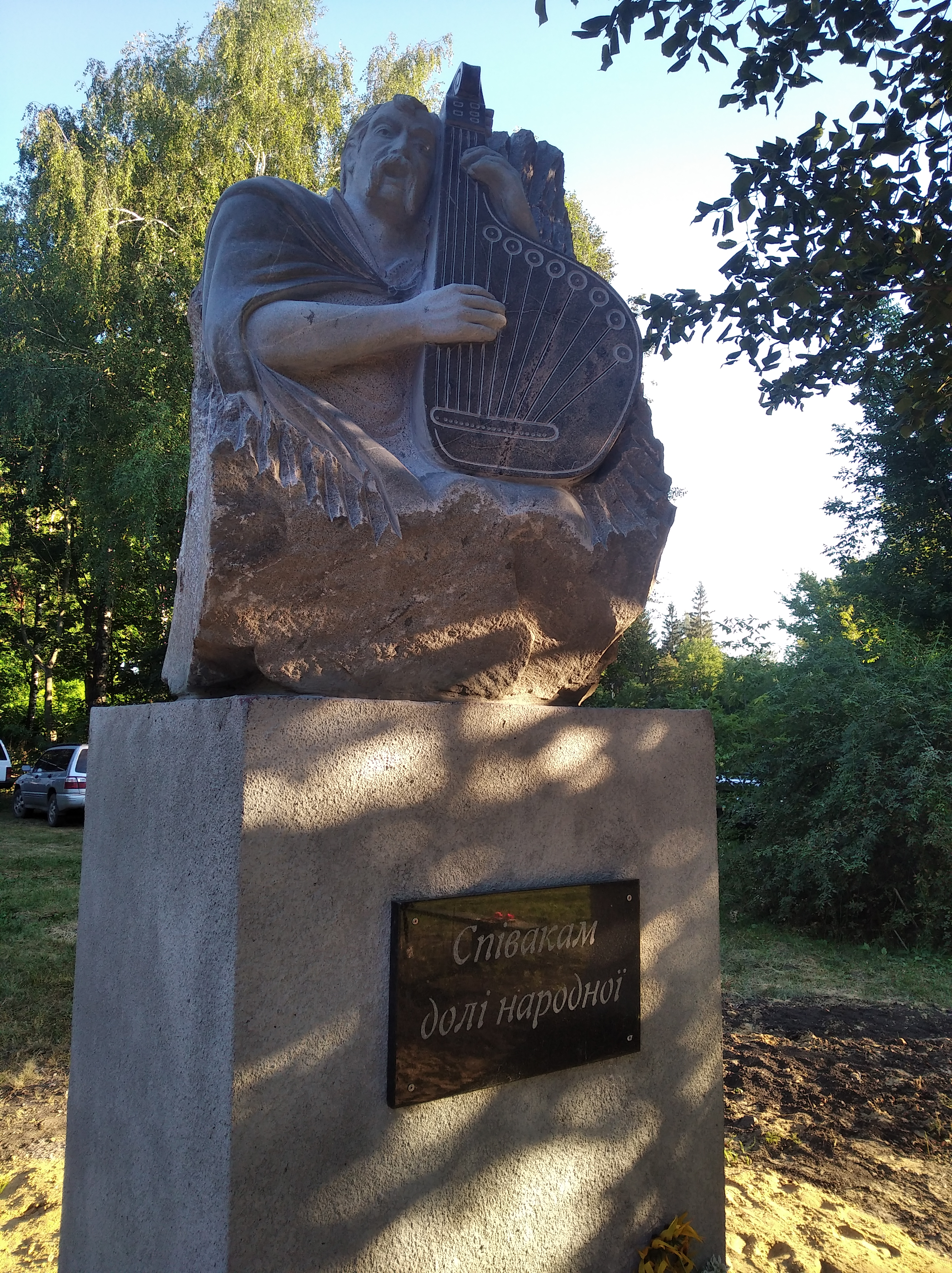
Пам'ятник бандуристам у центрально парку Шарівки
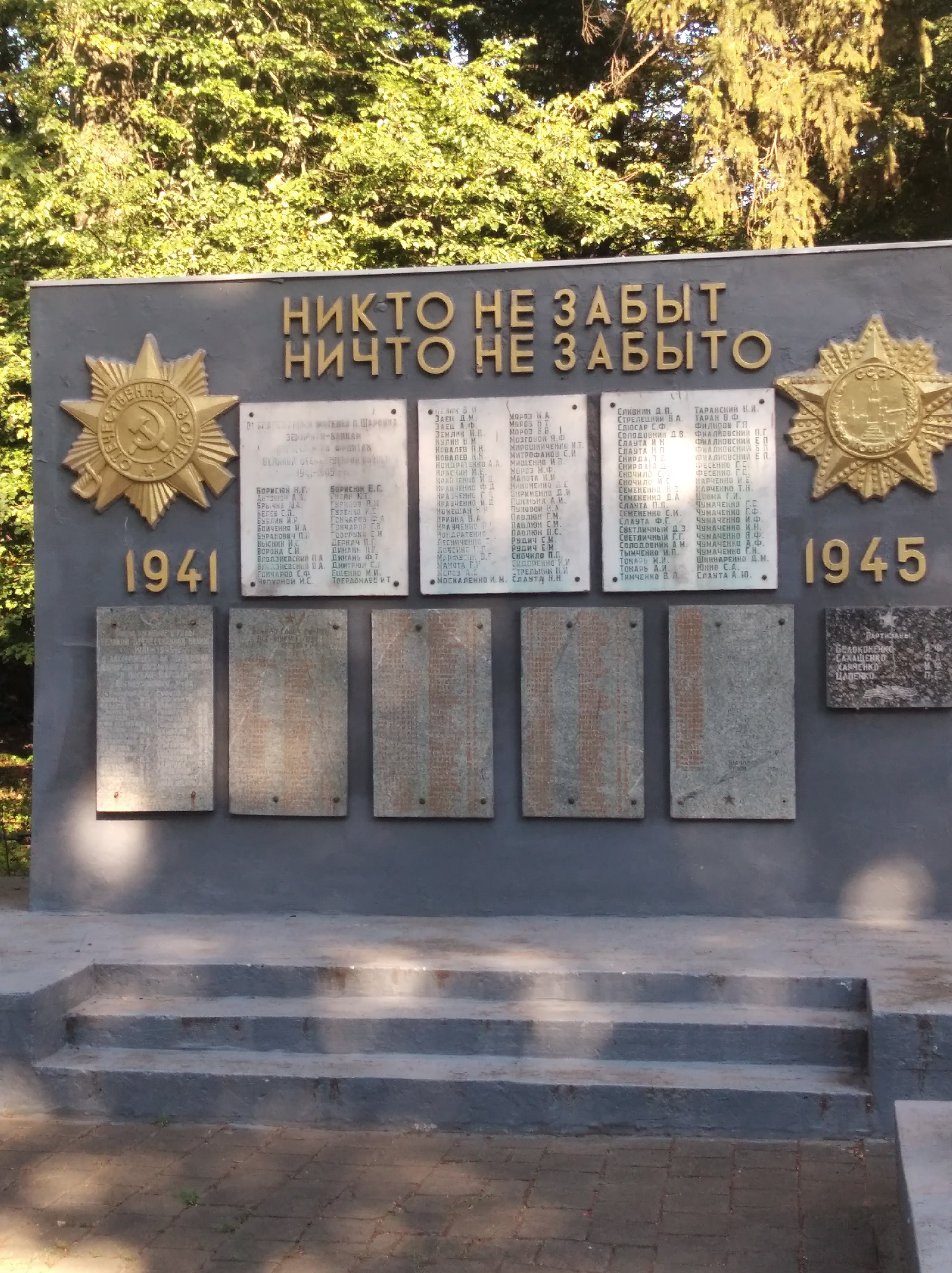
Меморіал загиблим у Другій світовій війні
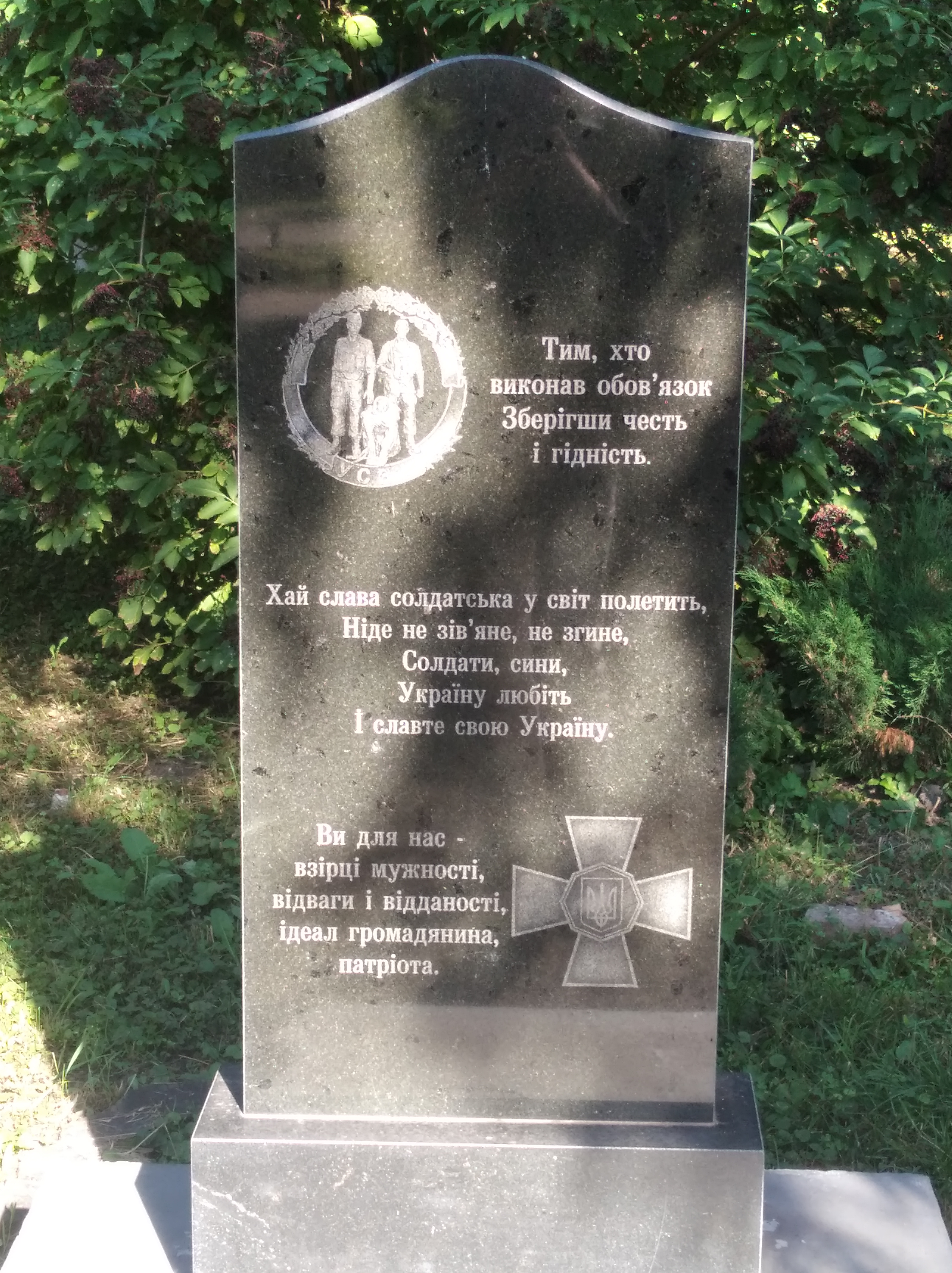
Пам'ятник солдатам ЗСУ у центральному парку